# 玄米

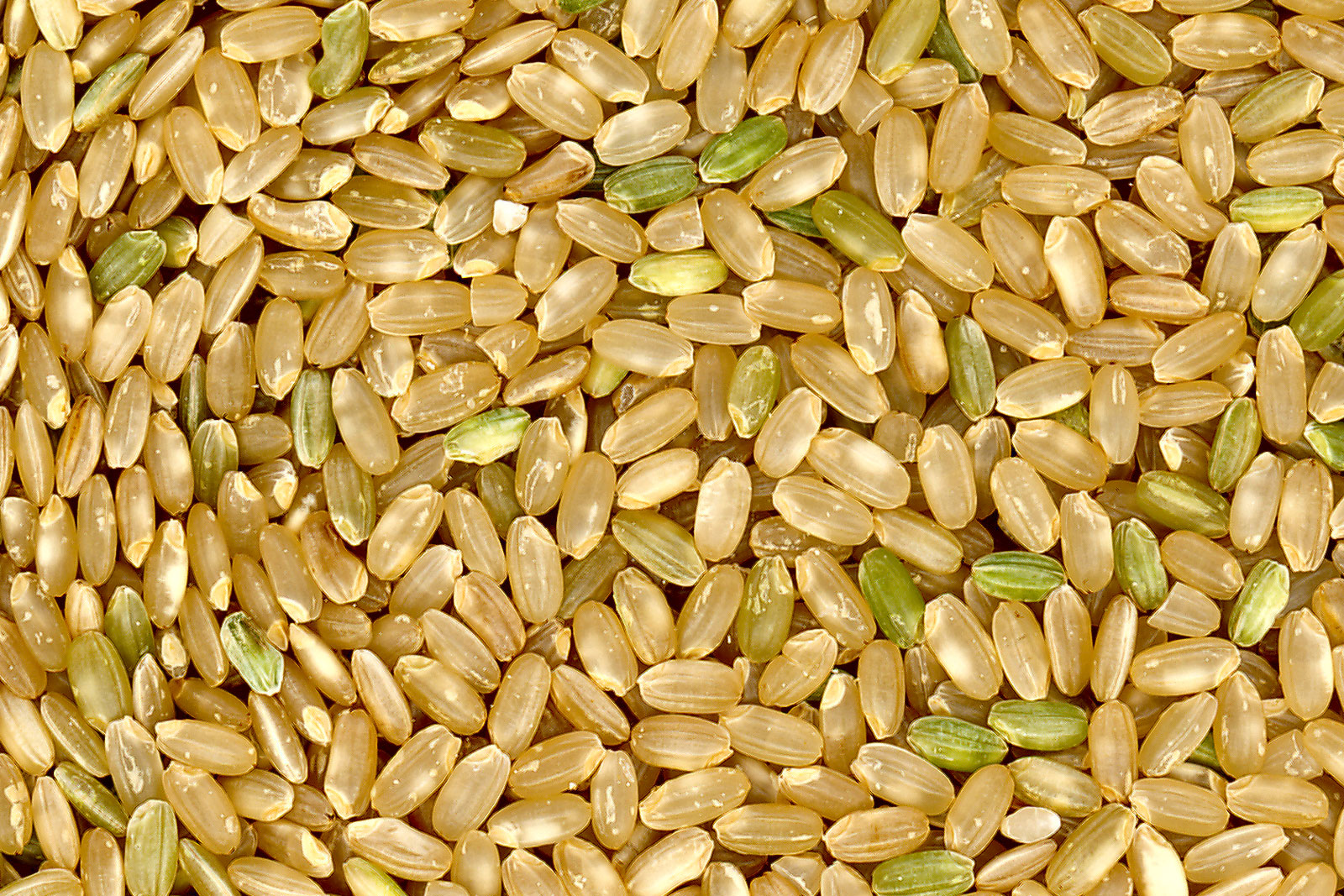
玄米

玄米（げんまい）とは、稲の果実である籾（もみ）から籾殻（もみがら）を除去しただけで、精白されていない状態の米である。

## 概要
玄米の「玄」は、「暗い」または「色が濃い」という意味で、精白されていないのでベージュ色または淡褐色をしている。玄米は、糠（ぬか）や胚芽が取り除かれていないため、白米よりビタミン、ミネラル、食物繊維を豊富に含む。そのため健康食品として用いられる。
玄米を普通の炊飯器で炊くと、白米に比べてボソボソとした食感になりやすく、消化にも悪く、食べにくい。しかし、圧力鍋や玄米モードを備えた炊飯器を使うことで、玄米を食べやすく炊くことができる。
玄米より炊きやすく食感・食味が良い発芽玄米などの加工品も販売されており、また、「金のいぶき」のように玄米食を前提とした品種による玄米も販売されている。

## 栄養
玄米はビタミン、ミネラル・食物繊維などを豊富に含み、とりわけビタミンB1が白米よりも多く含まれている。
かつて、玄米はデザイナーフーズ計画のピラミッドで2群に属しており、2群の中でも亜麻、全粒小麦と共に5位中2位に属する、癌予防効果のある食材であると位置づけられていた。

## 玄米食の歴史

### 日本
文献史学では江戸時代まで農民は玄米を主食としていたと考えられてきた。奈良時代には白米と書いて「しらげのよね」と呼び、身分の高い人びとが食べた。また、庶民はもっぱら精白度の低いウルチ米（黒米と呼んだ）を食べ、アワやヒエに混ぜることもあったが、完全な玄米ではなかったともいう。
文化人類学では精白米仮説が唱えられており、弥生時代から用いられた臼や杵で脱穀を行うと糠は多くは残らないという指摘があり、玄米が出現するのはむしろ臼杵精米から土臼に転換した中世以降であるとする学説がある。
籾すり技術が未熟だった江戸時代以前の玄米は、籾すりの際に果皮も一部剥ぎ落とされてしまうので、後の時代の玄米と同じではない。
植物考古学では弥生時代から古墳時代の遺跡から出土炭化米の分析が行われているが、その圧倒的多数は調理前の状態の米で殻が熱で消失して玄米状態で残っているものである。そのため調理後に炭化した例に精白米がみられないか調査が進められている。
玄米食は栄養学的な側面からも注目を受け、1920年（大正9年）には国立栄養研究所が七分つき米を奨励。昭和初期以降、医師の二木謙三が玄米を「完全食」と呼び、健康のために玄米食を普及することに努めた。
1943年（昭和18年）頃には大日本玄米食連盟があり、1万人以上が加盟していた。1942年（昭和17年）以降、大政翼賛会が国民を玄米食にさせるよう活動を始め、時の首相であった東條英機が玄米を常食していることも伝わり世論は玄米に傾いたが、川島四郎ら軍の栄養学者は、玄米の消化が白米に劣ること、炊飯に要する燃料や調理時間が増加することを指摘して、玄米食に強く反対した。これに対し伝染病研究所の研究者らが玄米食について研究し、当時の『医界週報』での報告には、炊飯に要する燃料は増加したが、玄米食によって小食になった上、下痢も減り、仕事の耐久力が上がり、医療費は1⁄17に減った、と伝えたので、栄養学者も認めざるを得なくなったとある。
戦時下において米は配給制となった。当初の配給米は七分搗きだったが、節米のために、五分搗き、ニ分搗きとなり、最後には、玄米が配給された。玄米はモソモソしてまずいと都市住民から不評であり、その上、下痢患者が続出した。

### 東南アジア
東南アジアの米品種は日本の現代の米品種に比べて糠層が薄いことが知られている（星川清親の調査によると、糠層の厚さに比例する糊粉層の平均層数は日本のモチ米（4.7層）、日本のウルチ米（4.4層）、ジャワ・スマトラ（3.1層）、フィリピン・ベトナム・ラオス（2.9層）、中国（2.7層）、インド・パキスタン（2.4層）であった）。
日本では籾摺り後の玄米を米選（米選機で小径の未熟米やクズ米を取り除く工程）して流通・保管することが一般的だが、東南アジアなどの長粒種地域では乾燥籾の状態で流通・保管することがほとんどで籾摺りと精米を行うことが多い。中小規模の施設や個人では小型の籾摺り精米一体機が使用されてきたが、米選の機構（あるいは米選の概念）がないため、不均一な状態のままの玄米を精米して食べることが多かった。しかし、嗜好の変化により、オーガニックの長粒種玄米の販売や玄米を小型の家庭用精米機で精米して食べる例もみられる。

## 調理法
普通の炊飯器で炊くことも可能であるが、普通の炊飯器で炊いた場合にはぼそぼそとした硬い食感になりやすい。トウモロコシの穀粒の皮と同様に糠層の消化が悪く、吸水時間が短ければ食感も悪くぼそぼそになるが、12時間以上浸けて、米に対し1.6倍から2.2倍ぐらいの水で炊くと食感は改善する。発芽玄米であれば、玄米炊きに対応していない炊飯器でもおいしく炊ける。

## 飲料
炒った玄米を原料した飲料として玄米茶、玄米茶 (ハーブティ)、玄米コーヒーがある。

## 玄米のデメリット・毒素
白米食と比べ、玄米食は糠を摂取することになることから、糠に含まれる栄養成分のほかにも、ヒ素などの健康に悪影響を及ぼしうる成分もより多く摂取しうる。ただしこうした成分が健康に害を及ぼすか否かは量による。日本においては、玄米の摂取による健康への害は報告されておらず、また長年の食用経験があることから、バランスの取れた食生活において健康に害を及ぼす食品とは考えられていない。

### ヒ素
米は食事におけるヒ素の主要な摂取源として知られており、玄米にはより多くのヒ素が含まれる。米に含まれるヒ素の約9割は無機ヒ素であり、玄米と比べ白米ではヒ素量は約6割となる。
農林水産省は、糠を落とすことでヒ素の摂取量を減らせるとする一方で、玄米は栄養面で優れた食品としており、「バランスの良い食生活を心がけていただければ、玄米やぬか漬けを食べていただいたとしても、食品を通じてヒ素を摂取することによる健康への問題はありません」と説明している。一方でスウェーデン食品庁は、ヒ素の摂取量を減らす助言として、米を食べる時は常に玄米を選ぶべきでない（また米自体を毎日食べるべきでない）としている。

### 残留農薬
玄米の残留農薬の約8割は糠に含まれている。ただし愛知県衛生研究所によって1992年 - 2001年に実施された市販玄米150検体の調査では、食品衛生法の基準値を超えた例はなく、基準値に対する濃度は平均値7%、中央値3%と非常に少ない値であった。東京都健康安全研究センターによって1995年 - 2005年に実施された市販の日本産玄米252検体およびオーストラリア産玄米3検体の調査においても、食品衛生法の基準値および計算上の一日摂取許容量（ADI）を超える例はなく、通常の食事において問題とはならないと評価されている。

### 俗に懸念される物質
俗には、玄米に多く含まれるフィチン酸やアブシシン酸も有害であるとの意見がある。一方で科学的な観点からは、これらの成分の安全性は確認されており、玄米食においてこれらの成分が害を及ぼす可能性は低いとの意見もある。
フィチン酸は穀物や豆、種子・ナッツ類に広く含まれるリン化合物であり、玄米のフィチン酸の約8割は果皮（糠）に含まれている。フィチン酸の不利益の1つとしてカルシウムやマグネシウム、カリウム、鉄、亜鉛といったミネラルの陽イオンとキレート形成し、その吸収を妨げる抗栄養素として働く点がある。これは発展途上国や菜食主義などでの偏った食生活ではミネラル欠乏に悪影響を及ぼす可能性があるが、動物性たんぱく質を含む西洋の平均的な食生活では問題とならないと考えられている。一方でフィチン酸は抗酸化物質であり、研究途上であるが抗癌作用や、腎尿結石・血管石灰化などの抑制作用が示唆されており、健康に単に利益または不利益だけがある物質とは考えられていない。米糠に由来するフィチン酸やフィチン（抽出物）は食品添加物として利用されており、国立医薬品食品衛生研究所によるフィチンの評価では、反復投与毒性試験の検討が不足しているが、「ヒトの健康影響に対する懸念は低い」とされている。
アブシシン酸は農作物など植物体に広く含まれる植物ホルモンの1種であり、植物成長調整剤の農薬としては食品衛生法上の対象外物質（人の健康を損なうおそれのないことが明らかであるもの）に指定されているが、食品安全委員会による評価では毒性は認められていない。

## 販売形態と保存
農産物検査法による公示の農産物規格規程で、籾の混入が、玄米は一等で0.3%以下と定められており、米穀検査では茶碗一杯3000粒として9粒まで許容される。この規格は、白米の原料としてのもので、玄米食用としての公的規格や業界団体の規格は無いので、玄米食用として販売されているもの以外は、籾の混入が多い。標準の30kg袋入りは、玄米食用と断りのない限り、白米の原料である。少量で販売されているものは、玄米食用と家庭用精米機による自宅精米用がある。発芽玄米は玄米食用として販売される。
米は、保存性から玄米か籾で貯蔵される。日本では玄米で貯蔵することが多い。精白後の白米は、皮を剥がれた状態であり、日数の経過と共に酸化等により劣化していくので、少しずつ購入する方が新鮮である。これに対し、発芽玄米でない普通の玄米は時間経過に対する劣化が白米より少ない。玄米も白米も、低温貯蔵がより望ましい。害虫を防ぐには密閉容器が良い。白米を好む虫と、玄米を好む虫は異なる。
一般に玄米は、白米より大きな単位（30kgの紙袋が多い）で販売されることが多い。保存中に黒っぽい水玉模様のついた蛾やその幼虫が発生して、消費者が不快・不安に感じることも珍しくない。これはノシメマダラメイガという昆虫で、気持ちは良くないものの特に有害ではなく、精米すれば食べることができる。ただ、東京以西の暖地は、梅雨時になれば必ず発生すると言ってもいい程なので、天気の良い日に米櫃と中身を陰干ししたり、米櫃の中に鷹の爪（赤唐辛子の乾燥品）を入れたりしておくと、害虫の成長を抑制することができる。